# Metal Gear: Ghost Babel
Metal Gear: Ghost Babel (メタルギア ゴーストバベル), appelé Metal Gear Solid en dehors du Japon, est un jeu vidéo d'infiltration développé et édité par Konami en 2000 sur Game Boy Color.

## Trame
Ghost Babel est un épisode non-canonique de la série Metal Gear.
En 2002, Solid Snake est encore une fois amené à sauver le monde de la menace du Metal Gear. Sa mission consiste à infiltrer la forteresse Gindra, située en Galuade, autrefois appelée... Outer Heaven. L'opération est menée par le Colonel Roy Campbell, assisté par plusieurs autres spécialistes dont Mei Ling, l'inventeur du radar Soliton.
Gindra est entre les mains d'un général révolutionnaire, qui s'est adjoint les services des survivants de la Black Chamber, une unité d'élite que le gouvernement a trahi et a fait massacrer (thème récurrent des Metal Gear Solid).
Vers la fin du jeu, peu de temps avant de combattre le Metal Gear, Snake verra les restes du Metal Gear qu'il avait détruit à Outer Heaven.

## Système de jeu
Metal Gear: Ghost Babel est un jeu en 2D en vision du dessus du personnage. Contrairement à d'autres jeux de la série, le joueur avance par niveaux. Le but du jeu est d'avancer dans une base ennemie sans se faire repérer par des gardes, caméras ou encore des capteurs. Si le joueur est repéré, le jeu passe en phase d'alerte et le joueur doit alors se cacher suffisamment longtemps pour passer en phase d'évasion, puis en phase normale. Pour voir plus facilement le terrain et les gardes, le joueur peut compter sur son radar en haut à gauche de l'écran, bien qu'il cesse de fonctionner en alerte ou en évasion.
Dans le jeu, Solid Snake peut se coucher, s'adosser au mur et taper dessus pour distraire les gardes, se dissimuler dans un carton, s'équiper d'armes (ou d'objets) sur le terrain, attaquer avec ou au corps à corps et communiquer avec d'autres personnages via le codec, pour sauvegarder ou avoir des infos sur la mission.